# Nemotelus melanderi
Nemotelus melanderi is een vliegensoort uit de familie van de Stratiomyidae. De wetenschappelijke naam van de soort is voor het eerst geldig gepubliceerd in 1920 door Banks.